# NGC 5335

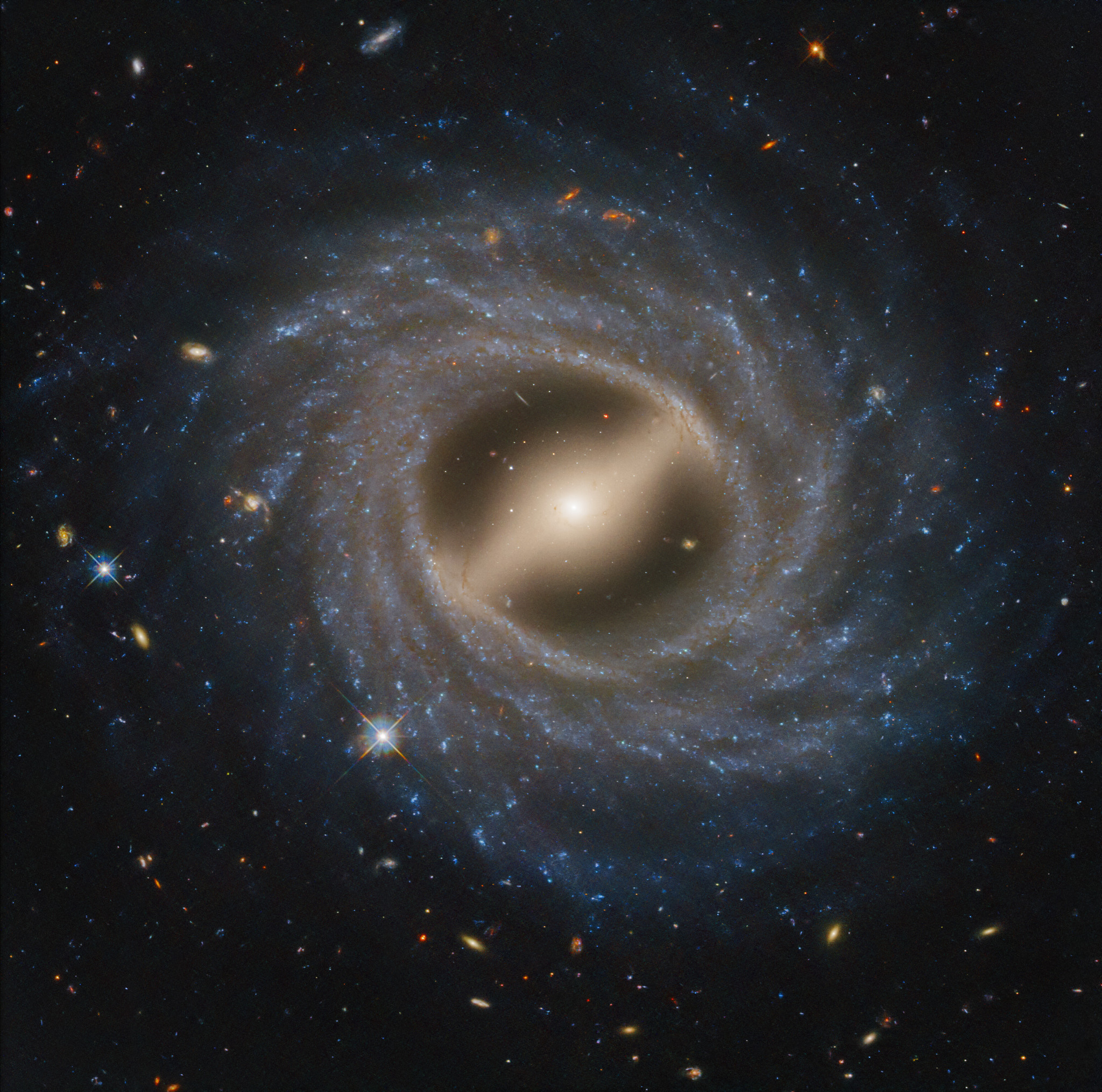
NGC 5335 par le télescope spatial Hubble.

NGC 5335 est une vaste galaxie spirale barrée située dans la constellation de la Vierge. Sa vitesse par rapport au fond diffus cosmologique est de 4 911 ± 20 km/s, ce qui correspond à une distance de Hubble de 74,4 ± 5,1 Mpc (∼243 millions d'al). NGC 5335 a été découvert par l'astronome britannique John Herschel en 1828.
Un anneau et une barre très nettes sont visibles sur l'image du relevé SDSS.
La classe de luminosité de NGC 5335 est II et elle présente une large raie HI.

## Supernova
La supernova SN 1996P a été découverte dans NGC 5335 le 25 mars par l'astronome américaine Jean Mueller de l'observatoire Palomar. Cette supernova était de type Ia.